# Flying Witch
Flying Witch (ふらいんぐうぃっち, Furaingu Uitchi) é uma série de mangá japonesa escrita pelo mangaká Chihiro Ishizuka. Está sendo publicada mensalmente desde setembro de 2012 na revista de manga Bessatsu Shōnen Magazine da editora Kodansha e sua historia já foi lançada em catorze volumes de mangá, além de receber adaptação para anime. A história foi publicada pela primeira vez como um one-shot em 9 de julho de 2010 na mesma revista em que é publicada.

## Enredo
A história é protagonizada por Makoto, uma jovem bruxa aprendiz de Yokohama que se mudou para a casa de seus tios em Aomori como parte se seu treinamento. O enredo retrata sua vida diária enquanto se acostuma ao novo ambiente e seus familiares e os novos amigos que faz na cidade as peculiaridades de sua magia.

## Mídia

### Anime
Uma adaptação para série de anime foi anunciada para abril de 2016.